# Франко Трінкавеллі
Франко Трінкавеллі (італ. Franco Trincavelli, 7 червня 1935 — 10 листопада 1983) — італійський академічний веслувальник.
Олімпійський чемпіон 1956 року в складі розпашної четвірки зі стерновим, бронзовий призер 1960 року в складі розпашної четвірки зі стерновим.
Чемпіон Європи 1957 року в складі вісімки, бронзовий призер 1956 року в складі розпашної четвірки зі стерновим.